# 황연석
황연석(한국 한자: 黃淵奭}}, 1973년 8월 17일 ~ )은 대한민국의 은퇴한 축구 선수이며 현재는 지도자 생활을 하고있다. 선수 시절 장신의 키를 이용한 고공 플레이에 능하였으며 후반전에 투입되어 경기의 흐름을 바꾸는 '특급 조커'로 이름을 날렸다.

## 축구인 경력

### 선수 경력
1995년 일화 축구단에 입단하였다. 입단 첫 해 시즌 30경기에 출전하여 9골을 기록하는 활약을 펼쳐 유력한 신인왕 후보로 거론되었으나 노상래에 밀려 신인왕에 선정되지는 못하였지만 이 때 5골을 헤딩골로 넣어 1989년 차상해와 역대 단일시즌 순수신인 장신(190CM 이상) 공격수 헤딩골 타이 기록을 세우기도 했으며 1995년 본인(황연석)이 기록한 9골은 역대 단일시즌 순수신인 장신(190CM 이상) 공격수 최다골 기록으로 남아 있다. 일화 축구단이 천안시를 거쳐 성남시에 둥지를 튼 이후에도 꾸준한 활약을 보였으며 2004 시즌을 앞두고 인천 유나이티드로 이적할 때까지 팀에 4회의 리그 우승을 안겨주었다.
2004 시즌 K리그에 신생팀으로 참여하는 인천으로 이적한 후 큰 기대를 받았다. 2004년 8월 8일에 열린 성남 일화 천마와의 리그컵 경기에서 인천 입단 후 첫 골을 넣었다. 2004년 대구와의 리그 경기에서 기록하였던 오버헤드 킥 골이 한 시즌 간 가장 멋있는 골을 터뜨린 선수에게 주어지는 일간스포츠 제정 키카골에 선정되었다. 2004시즌 12경기에 나서 2골을 넣는데 그쳤다.
2006년 고향인 대구광역시를 연고로 한 대구 FC로 이적하였으며 본인(황연석)의 첫 소속팀이었던 일화가 과거 대구 연고지 이전설이 있었지만 야구에 비해 프로축구 수요가 상대적으로 위축됐던 탓인지 무산됐다.
2008년 대구와의 재계약에 실패하고 고양 국민은행으로 이적하였으며 서울 유나이티드를 거쳐 선수 생활을 마무리지었다.

### 지도자 경력
청구고등학교 축구부 코치를 거쳐 해성중학교 축구부 감독으로 부임하였으며, 용남중학교 축구부 감독을 거쳐 2016년 용인시축구센터 코치로 부임해 이기범 감독을 보좌했다.
2018년 이기범 감독을 따라 대전 시티즌의 코치로 부임하였다.